# ホセ・デル・ソラール
ホセ・ギジェルモ・デル・ソラール・アルバレス＝カルデロン（José Guillermo del Solar Alvarez-Calderón, 1967年11月28日 - ）は、ペルー・リマ出身の元サッカー選手、現サッカー指導者。元ペルー代表監督。現役時代のポジションはミッドフィールダー（守備的ミッドフィールダー）。

## 経歴

### 選手

#### クラブ
ウニベルシタリオ・デポルテスの下部組織出身であるが、選手として成長するためにCDサン・アグスティンにレンタル移籍し、1986年にサン・アグスティンからプロデビューした。同年末、アリアンサ・リマを破ってプリメーラ・ディビシオン優勝を果たした。
1992年から1998年はリーガ・エスパニョーラでプレーした。1992年にチリのウニベルシダ・カトリカからCDテネリフェに移籍し、アルゼンチン人のフェルナンド・レドンドと中盤センターでコンビを組んだ。チームメイトには同じペルー人のペルシー・オリバレスなどもおり、テネリフェは国内リーグ戦最終節でレアル・マドリードを破る快挙を成し遂げた。ソラール自身は30試合に出場して1得点し、クラブ史上初めてUEFAカップ出場権を獲得した。1993-94シーズンも劇的なシナリオが演出されたシーズンとなったが、ソラール自身の出場機会は減少した。1995年にUDサラマンカに移籍したが、サラマンカはシーズン終了後にセグンダ・ディビシオン（2部）降格となった。これにともない、1996年にセルタ・デ・ビーゴ、1997年にバレンシアCFに移籍したが、いずれもクラブでも出場機会は限られた。1998年にはトルコ・スュペルリグのベシクタシュJKに移籍し、古巣ウニベルシタリオ・デポルテスを挟み、2000年にはベルギー・ジュピラー・リーグのKVメヘレンに移籍した。2001年に再びウニベルシタリオ・デポルテスに復帰し、34歳となった翌年に現役引退した。最後の公式戦は2002年7月7日に行われたアリアンサ・リマとのローカル・ダービー (0-0) であった。

#### 代表
1986年1月28日の中国戦 (1-3) でペルー代表デビューし、1989年8月20日、1990 FIFAワールドカップ・南米予選のボリビア戦で初得点を挙げた。34歳になる20日前の2001年11月8日、アルゼンチン戦 (0-2) が代表でのラストゲームとなった。通算74試合に出場して9得点を挙げているが、得点はいずれも公式戦で記録したものである。コパ・アメリカには6回出場し、コパ・アメリカ1991では2得点、コパ・アメリカ1993では3得点、コパ・アメリカ2001では1得点した。エクアドルで開催されたコパ・アメリカ1993では準々決勝に進出した。

### 指導者
2005年、かつてテネリフェでチームメイトだったフアン・アントニオ・ピッツィ監督の補助としてCAコロンの監督に就任したが、就任後3連敗を喫して両者は解任された。2005年にはスポルティング・クリスタルの監督に就任し、プリメーラ・ディビシオンで優勝した。2007年にはウニベルシダ・カトリカの監督に就任し、アペルトゥーラ2007ではCSDコロコロに次ぐ2位となった。2007年8月3日、フリオ・セサル・ウリベ監督の後任としてペルー代表監督に就任した。2010 FIFAワールドカップ・南米予選に挑んだが、わずか2勝で10ヶ国中最下位に終わり、2009年12月に退任した。

## 個人成績

### 代表での得点
| # | 日付          | 場所           | 相手         | スコア | 最終結果 | 大会                              |
| - | ------------- | -------------- | ------------ | ------ | -------- | --------------------------------- |
| 1 | 1989年8月20日 | ラパス         | ボリビア     | 0-1    | 2-1      | 1990 FIFAワールドカップ・南米予選 |
| 2 | 1991年7月8日  | コンセプシオン | チリ         | 3-2    | 4-2      | コパ・アメリカ1991                |
| 3 | 1991年7月12日 | コンセプシオン | ベネズエラ   | 4-1    | 5-1      | コパ・アメリカ1991                |
| 4 | 1993年6月21日 | クエンカ       | パラグアイ   | 1-1    | 1-1      | コパ・アメリカ1993                |
| 5 | 1993年6月24日 | クエンカ       | チリ         | 1-0    | 1-0      | コパ・アメリカ1993                |
| 6 | 1993年6月27日 | キト           | メキシコ     | 1-4    | 2-4      | コパ・アメリカ1993                |
| 7 | 1993年8月15日 | アスンシオン   | パラグアイ   | 2-1    | 2-1      | 1994 FIFAワールドカップ・南米予選 |
| 8 | 2000年2月19日 | マイアミ       | ホンジュラス | 1-3    | 3-5      | 2000 CONCACAFゴールドカップ       |
| 9 | 2001年7月12日 | カリ           | パラグアイ   | 3-2    | 3-3      | コパ・アメリカ2001                |

## タイトル

### 選手時代
サン・アグスティン
- プリメーラ・ディビシオン (1) : 1986

ウニベルシタリオ・デポルテス
- プリメーラ・ディビシオン (4) : 1987, 1999, 2000, 2002A

ウニベルシダ・カトリカ
- コパ・チレ (1) : 1991

### 指導者時代
スポルティング・クリスタル
- プリメーラ・ディビシオン (1) : 2005

## 指導者成績
2012年8月13日時点
| チーム                       | 就任      | 退任       | 記録   | 記録 | 記録 | 記録 | 記録  |
| チーム                       | 就任      | 退任       | 試合数 | 勝利 | 引分 | 敗北 | 勝率  |
| ---------------------------- | --------- | ---------- | ------ | ---- | ---- | ---- | ----- |
| スポルティング・クリスタル   | 2005年1月 | 2006年7月  | 87     | 43   | 25   | 19   | 49.43 |
| ウニベルシダ・カトリカ       | 2007年1月 | 2007年7月  | 20     | 14   | 4    | 2    | 70    |
| ペルー代表                   | 2007年7月 | 2009年12月 | 23     | 5    | 5    | 13   | 21.74 |
| ウニベルシタリオ・デポルテス | 2010年8月 | 2012年5月  | 53     | 19   | 22   | 12   | 35.85 |
| 通算                         | 通算      | 通算       | 183    | 81   | 56   | 46   | 44.26 |